# 日ノ丸産業
日ノ丸産業（ひのまるさんぎょう）は、鳥取県鳥取市に本社を置くENEOSの系列販売店である。
SSは鳥取県中心であるが兵庫県、大阪府にも少ないながらサービスステーションを運営している。
日ノ丸自動車・丸由百貨店などと共に構成する佳友倶楽部にも加盟し、日ノ丸グループの一員でもある。

## 沿革
- 1952年10月 - 3社合併により、現社を設立する。
- 2000年代 - 一部SSをアシストに譲渡のうえ、同じ三菱石油系であった、湖山石油を吸収合併する。
- 同上 - 昭和シェル石油系列のいなば石油の店舗を譲り受け、ENEOSブランドに変更しセルフAPI叶SSとなる。

## 鳥取県内でENEOSの系列販売店を運営する企業
- 光商会[3]（旧・日本石油系。鳥取県東部基盤。本社所在地・鳥取市。）
- ウミライ[4](旧・日本石油系。旧・株式会社堀田石油店。堀田本社所在地・境港市。松江本社所在地・松江市。光商会は鳥取県東部が営業基盤で、堀田石油は鳥取県西部が営業基盤である。)
- ジョモネット山陰[5](旧・ジャパンエナジー系。本社所在地・米子市。)
- トリベイ[6]（旧・エッソ系。本社所在地・鳥取市吉方温泉。）